# Операция «Алебарда»
Операция «Алебарда» (англ. Operation Halberd) — военная операция британского флота, проводившаяся с 25 по 27 сентября 1941 года. Целью операции была доставка на Мальту конвоя с военными грузами и снаряжением. 
24 сентября 1941 года девять торговых судов под командованием контр-адмирала Гарольда Берроу вышли в море с эскортом из пяти крейсеров и восемнадцати эсминцев. Соединение H присоединилось к этому конвою, состоящему из авианосца «Арк Ройял» и трех линкоров («Нельсон», «Принц Уэльский» и «Родни») для защиты кораблей от итальянского флота.
26 сентября итальянский флот попытался установить контакт, но повернул назад, узнав, что британские торговые суда находятся под надежной защитой. 
«Принц Уэльский» и «Родни» попытались перехватить итальянцев, но потерпели неудачу. «Нельсон» был подбит торпедой итальянского бомбардировщика в носовой части и получил серьезные повреждения. К вечеру 27 сентября Соединение H развернулось и снова отплыло в Гибралтар. К тому времени итальянцы потеряли 21 самолет в боях с зенитными орудиями британского флота и ВВС флота.
28 сентября одно из торговых судов, HMS Imperial Star, было поражено несколькими торпедами и затонуло. Остальная часть конвоя прибыла на Мальту в тот же день и доставила 85 000 тонн припасов.